# El Maguey, Jesús María
El Maguey är en ort i Mexiko.   Den ligger i kommunen Jesús María och delstaten Aguascalientes, i den centrala delen av landet, 400 km nordväst om huvudstaden Mexico City. El Maguey ligger 1 877 meter över havet och antalet invånare är 192.
Terrängen runt El Maguey är platt åt sydost, men åt nordväst är den kuperad. Runt El Maguey är det tätbefolkat, med 459 invånare per kvadratkilometer. Närmaste större samhälle är Aguascalientes, 15,9 km söder om El Maguey. Trakten runt El Maguey består till största delen av jordbruksmark.